# Маркем
Маркем (англ. Markham) — місто, частина Великого Торонто в провінції Онтаріо у Канаді. Сам округ стикається з північним Торонто та є частиною промислового району, званого «Золотою підковою» (англ. Golden Horseshoe). Названо лейтенант-губернатором Онтаріо Джоном Сімко на честь його друга Вільяма Маркема, англійського богослова.

## Особливості
«Золота підкова» — (англ. Golden Horseshoe).